# 阿查亞區
阿查亞區（西班牙語：Distrito de Achaya），是秘魯的一個區，位於該國東南部普諾大區的阿桑加羅省，始建於1854年5月2日，面積132.23平方公里，海拔高度3,846米，2005年人口3,770，人口密度每平方公里29人。